# Weapons
Weapons es el quinto y último álbum de estudio de la banda de rock alternativo galés Lostprophets, lanzado a través de épica, el 2 de abril de 2012. Es fue el único álbum con Luke Johnson en la batería, después de estar con otros dos bateristas anteriormente, Mike Chiplin e Ilan Rubin (el último de los cuales Características de grabaciones de archivo incluidos en la "edición de lujo" de las armas, así como la pista oculta "Weapon"en todas las versiones del álbum).
Al igual que su tercer álbum de estudio Liberation Transmission que cuenta América en la lista.
Este fue el último álbum antes de la sentencia de Ian Watkins a 35 años de prisión.

## Listado de canciones
Todas las letras escritas por Ian Watkins, toda la música compuesta por Lostprophets. 
| Original CD | |          |  |
| N.º         | Título | Duración |  |
| 1.          | «Bring 'Em Down»                                                                                                   | 4:09     |  |
| 2.          | «We Bring an Arsenal»                                                                                              | 3:26     |  |
| 3.          | «Another Shot» | 4:08     |  |
| 4.          | «Jesus Walks» | 4:35     |  |
| 5.          | «A Song for Where I'm From»                                                                                        | 3:52     |  |
| 6.          | «A Little Reminder That I'll Never Forget»                                                                         | 4:16     |  |
| 7.          | «Better Off Dead»                                                                                                  | 3:37     |  |
| 8.          | «Heart on Loan» | 4:08     |  |
| 9.          | «Somedays» | 3:42     |  |
| 10.         | «Can't Get Enough» (includes hidden track, "Weapon") (4:59 on deluxe edition and US edition, without hidden track) | 15:14    |  |

| Deluxe edition bonus tracks | |          |  |
| N.º                         | Título | Duración |  |
| 11.                         | «The Dead» (Garage sessions) | 3:34     |  |
| 12.                         | «Save Yourself» (Garage sessions)                                                                                                 | 3:59     |  |
| 13.                         | «If You Don't Stand for Something, You'll Fall for Anything» (Garage sessions)                                                    | 4:39     |  |
| 14.                         | «Another Shot» (Demo) | 2:59     |  |
| 15.                         | «Bring 'Em Down» (Russell Bloc Party remix) (incluye pista oculta, "Weapon") (3:43 on Japanese deluxe edition, sin pista oculta)) | 10:15    |  |

| Japanese deluxe edition bonus tracks |                                                |          |  |
| N.º                                  | Título                                         | Duración |  |
| 16.                                  | «Young Pretenders»                             | 3:25     |  |
| 17.                                  | «Undefeated» (includes hidden track, "Weapon") | 10:15    |  |

| Japanese deluxe edition bonus DVD |                                                                   |          |  |
| N.º                               | Título                                                            | Duración |  |
| 1.                                | «4:AM Forever» (music video)                                      | 4:20     |  |
| 2.                                | «For He's a Jolly Good Felon» (music video) (edit)                | 3:16     |  |
| 3.                                | «For He's a Jolly Good Felon» (music video) (full-length version) | 7:49     |  |

| US bonus track | |          |  |
| N.º            | Título | Duración |  |
| 11.            | «Weapon» (Although "Weapon" is available on all edition of the albums as a hidden track, on the US edition it is featured as a separate track and it's not hidden.) | 2:47     |  |

| US deluxe edition bonus tracks |                                                                                |          |  |
| N.º                            | Título                                                                         | Duración |  |
| 12.                            | «If You Don't Stand for Something, You'll Fall for Anything» (Garage sessions) | 4:39     |  |
| 13.                            | «Undefeated»                                                                   | 4:55     |  |
| 14.                            | «Young Pretenders»                                                             | 3:25     |  |
| 15.                            | «Bring 'Em Down» (Acoustic version)                                            | 3:12     |  |
| 16.                            | «We Bring an Arsenal» (Acoustic version)                                       | 3:32     |  |

## Personal
Lostprophets
- Ian Watkins - vocalista, dirección de arte
- Jamie Oliver - Piano, Teclado, samples, coros
- Lee Gaze - guitarra solista
- Mike Lewis - guitarra rítmica
- Stuart Richardson - bajo, coproducción, ingeniería adicional
- Luke Johnson - tambores, percusión